# Intoxication
Pour la technique de contre-espionnage, voir Intoxication (renseignement).

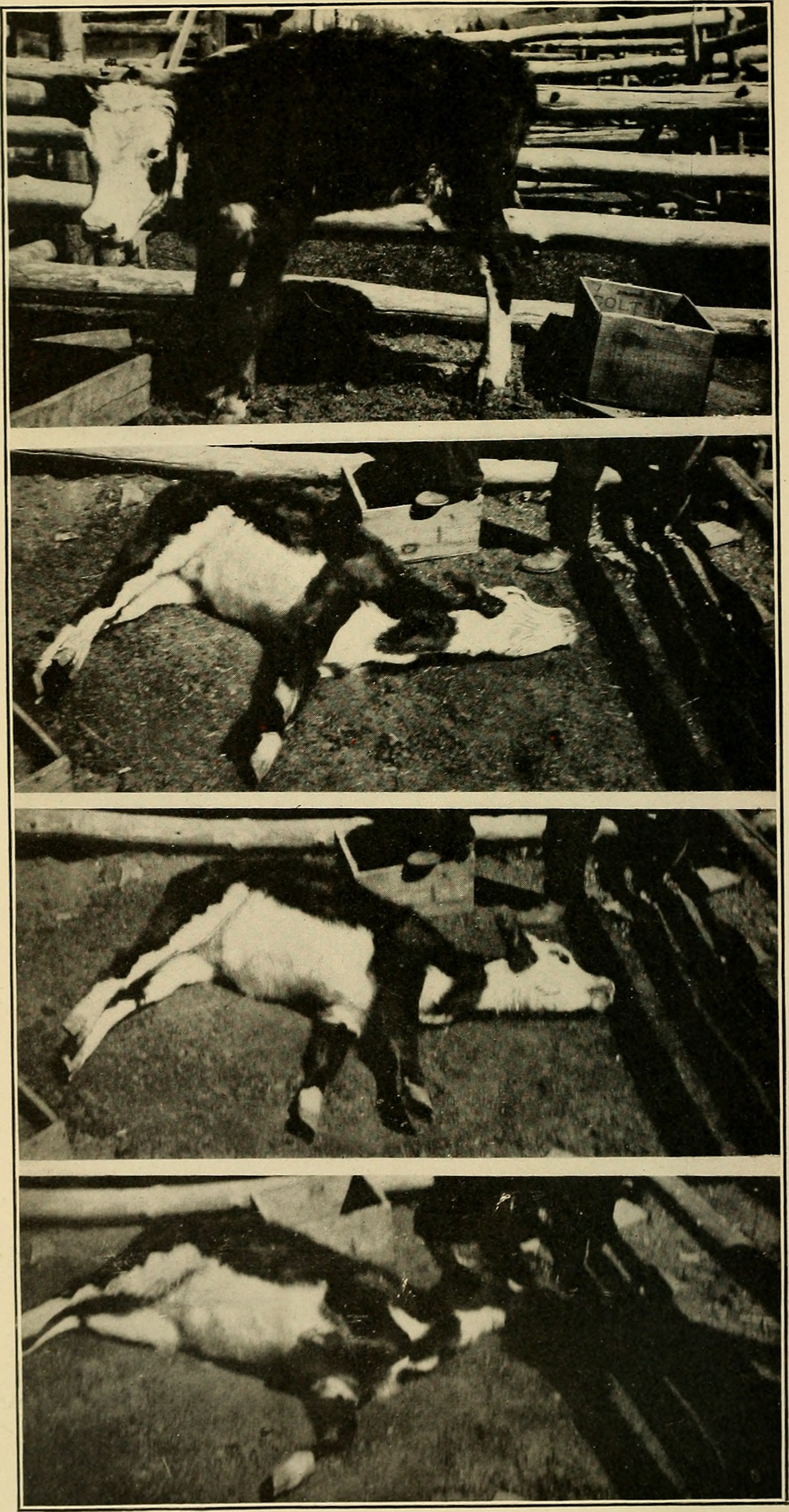
Intoxication à Cicuta maculata

Une intoxication est un ensemble de troubles du fonctionnement de l'organisme dus à l'absorption d'une substance étrangère, dite toxique, d'origine biologique, physique ou chimique. 

## Typologies d'intoxications
Elle peut être aigüe ou chronique.
L'absorption du toxique peut se faire :
- par inhalation (aspiration, respiration d'un aérosol (gaz ou vapeur, brouillard, fumée) ou de poussières) ;
- par ingestion (boire, manger) ;
- par contact cutané (soit effraction cutanée par plaie ou brûlure, soit par diffusion à travers le derme et l'épiderme) ;
- par injection directe dans le sang (voie parentérale, autrement dit tout ce qui est piqûre ou cathéter).

On distingue :
- les intoxications alimentaires, principalement dues au développement de germes (comme le botulisme) ou à l'absorption d'un produit non comestible (comme certains champignons) ;
- les intoxications médicamenteuses, par utilisation d'un médicament inadapté, ou une absorption excessive (overdose) ;
- la toxicomanie, intoxication volontaire avec un phénomène d'accoutumance et de dépendance (dont l'alcoolisme, le tabagisme, la cocaïnomanie, l'héroïnomanie, la morphinomanie, l'éthéromanie) ;
- l'empoisonnement, l'administration d'un poison à des fins criminelles, ou mécanisme de défense de la part d'une plante ou d'un animal (venin) ;
- l'asphyxie, qui peut être une conséquence d'une intoxication, mais n'est pas en soi considérée une intoxication (bien qu'elle induise une intoxication de l'organisme par son propre gaz carbonique). L'absence de dioxygène, par exemple une atmosphère de diazote ou de dioxyde de carbone est asphyxiante mais pas toxique, par contre, une faible teneur de monoxyde de carbone dans l'air est toxique, mais non-asphyxiante.

## Défense d'intoxication en droit pénal canadien
En droit pénal canadien, la défense d'intoxication est un moyen de défense de qui permet de réduire la portée d'une infraction, selon le degré d'intoxication de l'accusé.